# コクッロ
コクッロ（イタリア語: Cocullo）は、イタリア共和国アブルッツォ州ラクイラ県にある、人口約200人の基礎自治体（コムーネ）。

## 地理

### 位置・広がり

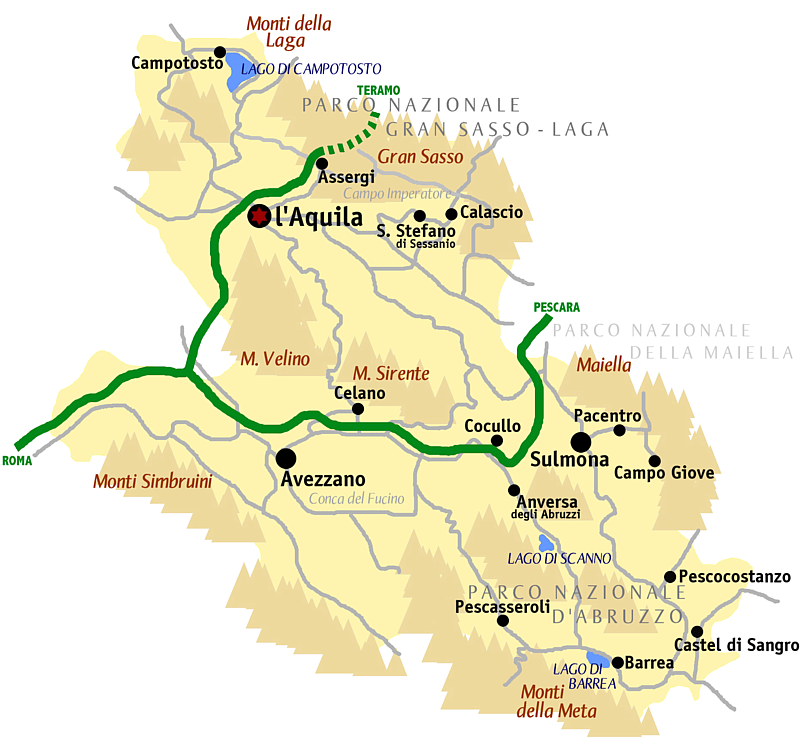
ラクイラ県概略図

ラクイラ県東部に位置するコムーネ。

#### 隣接コムーネ
隣接するコムーネは以下の通り。
- アンヴェルサ・デッリ・アブルッツィ
- ブニャーラ
- カステル・ディ・イエーリ
- カステルヴェッキオ・スベークオ
- ゴリアーノ・シーコリ
- オルトーナ・デイ・マルシ
- プレッツァ

## 蛇祭り
イタリアではヘビの毒を消す守護聖人として聖ドメニコ（ドミニコ会のドミニコとは別人）が崇拝されている。コクッロでは毎年5月に聖ドメニコの像に多数のヘビを巻き付けて練り歩く「蛇祭り」(Festa dei serpari)が類の無い奇祭として有名である。